# تسونه‌هیکو واتاسه
تسونه‌هیکو واتاسه (انگلیسی: Tsunehiko Watase؛ زادهٔ ۲۸ ژوئیهٔ ۱۹۴۴ درگذشته ۱۴ مارس ۲۰۱۷ (۷۲ سال)) هنرپیشه اهل ژاپن بود.
از فیلم‌هایی که وی در آن نقش داشت، می‌توان به جنوبگان، اندرومدیا، تاج خیانت و حادثه اشاره کرد.